# Dick pic

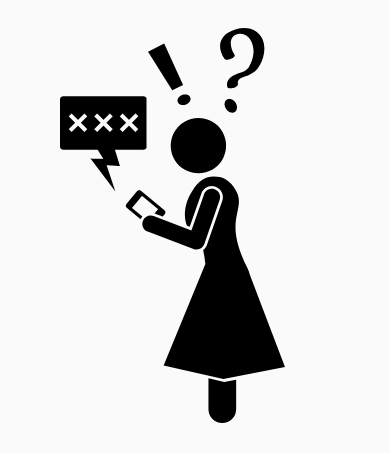
Agression par message sexiste.

Une dick pic est une photographie de pénis, généralement en érection, envoyée par internet (réseau social, site de rencontres, messagerie instantanée, courrier électronique, etc.). Cette pratique sexuelle exhibitionniste peut s'apparenter à du cyberharcèlement sexuel, lorsqu'elle est envoyée à quelqu'un sans consentement. Lorsqu'elle est envoyée à quelqu'un avec son consentement, il s'agit de sexting.

## Description
Une dick pic, de « pic », abréviation de « picture », qui veut dire « image » en anglais, et de « dick », mot anglais vulgaire pour désigner le pénis, est une photo de pénis, la plupart du temps en érection, qui est envoyée via internet. Cette pratique est dénoncée quand elle est faite sans le consentement du destinataire.
L'abréviation DP est parfois utilisée, et le terme anglais de cyberflashing désigne la même pratique,.

## Analyse

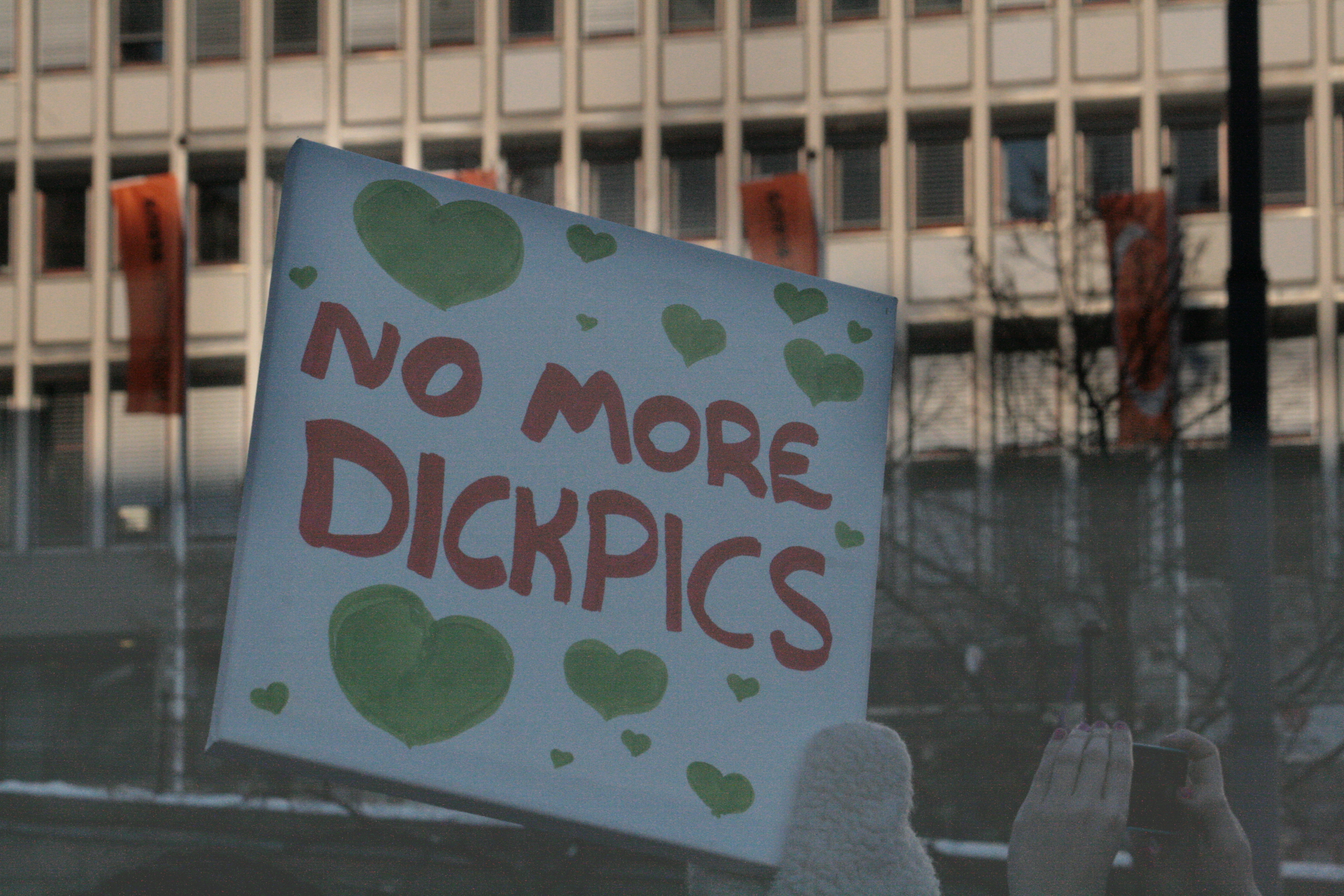
No more dick pics, panneau à la Women's March à Oslo en 2018.

L'auteur d'une dick pic non-sollicitée peut présupposer que la destinataire va être excitée, voire émerveillée par la vision de ses attributs,. Certains expéditeurs disent y rechercher l'admiration de leur virilité ou y voir une tactique de flirt (« quitte ou double » dans une discussion électronique qui selon eux traine en longueur, etc.).
Niant le consentement et dédaignant l'avis du destinataire, la pratique peut être considérée comme caractéristique d'une déviance sexuelle. Elle relève d'un hédonisme purement égoïste.
Il peut parfois s'agir de troubles du comportement imputables à des traumatismes antérieurs.
« Version 2.0 de l'exhibitionnisme en imperméable », elle est perçue par l'immense majorité des personnes qui en sont victimes comme extrêmement intrusive, offensante, « incompréhensible, dégoûtante, horrible ».
Phénomène plus récent, certaines femmes transmettent également, via les sites de rencontres, des photographies de leur sexe[source insuffisante].

## Prévalence
Selon un sondage réalisé aux États-Unis en 2016, 49 % des femmes ont reçu au moins une photo de sexe masculin non sollicitée. Une autre enquête, fin 2017, conclut que 78 % des femmes de 18 à 34 ans et 69 % des femmes de 35 à 54 ans disent avoir reçu au moins une dick pic sans consentement préalable ; 17 % des hommes admettent en avoir envoyé.
Selon une évaluation de 2019, toujours aux États-Unis, 27 % des jeunes adultes masculins auraient déjà envoyé de telles photos non sollicitées. Les motivations invoquées sont :
- recevoir l'équivalent en retour (44 %) ;
- trouver un ou une partenaire (33 %), espérant exciter ainsi le destinataire ou estimant qu'il s'agit d'une façon normale de flirter ;
- trouver dans cet acte exhibitionniste une excitation sexuelle personnelle (27 %) ;
- éprouver un sentiment de pouvoir et de contrôle (9 %) ;
- trouver un plaisir dans les insultes qui suivront probablement (8 %) ;
- gérer des conflits non résolus concernant leur enfance (6 %) ;
- offenser ou plonger dans la gêne la destinataire (6 %).

Quelles que soient les motivations conscientes (ou tout au moins affichées par les auteurs), la psychanalyste freudienne Caroline Leduc estime qu'inconsciemment ces hommes cherchent à « susciter l'angoisse » en plaçant leurs victimes (féminines) devant ce qu'ils estiment manquer à leur corps.
Les réseaux sociaux et sites de rencontres sont les vecteurs les plus utilisés (Twitter, Instagram, Snapchat, Tinder et tout particulièrement Chatroulette, où selon un décompte d'universitaires de Boston en 2011 un quart des webcams sont braquées sur des pénis). Cette même étude a scruté un autre réseau réservé aux adultes, fantasti.cc : 23 % des photographies de profil des hommes exhibent leur pénis (à quoi s'ajoute 13 % qui utilisent une photographie de pénis trouvée sur internet).
En France en 2019, selon l'ancienne réalisatrice Ovidie, la quasi-totalité des lycéennes ont reçu une dick pic via les réseaux sociaux, notamment par Snapchat ; la figure de l'exhibitionniste s'est adaptée aux nouvelles technologies pour choquer et asseoir une forme de domination. Une enquête IFOP d'octobre 2018 rapporte que 42 % des femmes utilisatrices de sites de rencontre y ont déjà reçu une dick pic, un taux qui croit à 63 % pour les jeunes femmes adultes de 18 à 24 ans.
Au Royaume-Uni ce sont 22 % des femmes qui affirment avoir subi ce type d'agression pendant l'année 2021.
Des modes opératoires indépendants des réseaux sociaux et des sites de rencontres sont apparus, par transmission Bluetooth (bluejacking) ou AirDrop vers le téléphone de la victime par exemple,.

### Cas particuliers
Au moins deux hommes politiques ont été convaincus d'avoir transmis des dick pics : l'ancien parlementaire et candidat à la mairie de New York Anthony Weiner, condamné en 2017 à 21 mois de prison fermes pour avoir envoyé des photos de son sexe à des femmes entre 2011 et 2013, dont une mineure, et le maire du Havre, Luc Lemonnier, acculé à la démission en 2019 après que plusieurs femmes se sont plaintes d'avoir reçu de telles images depuis 2011.

## Législations
En droit français, la pratique peut être assimilée à un acte d’exhibitionnisme, passible d'un an d'emprisonnement et de 15 000 euros d'amende, selon l'article 222-32 du code pénal. L'article R.624-2 prévoit une amende de 750 euros pour qui a envoyé un message contraire à la décence sans demande préalable du destinataire. Une pratique répétée tombera sous le coup du harcèlement, passible de deux à trois ans d'emprisonnement et de 30 000 à 45 000 euros d'amende selon l'âge de la victime. Enfin, si le destinataire est un mineur, la peine encourue est de 7 ans de prison et 100 000 euros d'amende. En 2019, le tribunal correctionnel de Roanne condamne à trois ans de prison ferme un homme récidiviste, après les plaintes de « 49 victimes, âgées de 12 à 90 ans ».
Au Texas, l'expéditeur d'un dick pic non-sollicitée s'expose à une amende de 500 dollars.
La Finlande s'apprête à légiférer en 2021, avec un projet de loi instaurant une peine d'au plus six mois d'emprisonnement.
En Angleterre et au Pays de Galles la loi punit de deux ans d'emprisonnement l'envoi de telles images depuis mars 2022.

## Réactions
Face à l'inaction de la plupart des réseaux sociaux — qui prouveraient s'ils censuraient les messages privés qu'ils accèdent bien aux données personnelles de leurs utilisateurs —, des filtres basés sur l'intelligence artificielle font leur apparition en 2019.
Plusieurs initiatives individuelles ont vu le jour :
- pour dénoncer le caractère intrusif du phénomène, l'artiste américaine Whitney Bell a réalisé des installations où des dizaines de dick pics décorent les murs d'un appartement, à la manière de tableaux[2] ;
- une Britannique a rédigé (et partagé sur les réseaux sociaux) une lettre très formelle et humoristique où elle explique aux envoyeurs que leur photo « ne remplit pas (ses) critères de qualité les plus basiques » et leur prodigue des conseils de soin psychologiques[23] ;
- Madeleine Holden, une Néo-Zélandaise, a créé un site où elle évalue et note la « qualité photographique » des dick pics qu'elle reçoit[24] ;
- l'application de rencontre Once met en place en 2020 un algorithme basé sur l'intelligence artificielle qui détecte les photos de pénis et les transforme en chatons[25].

En France, le compte Instagram « No dick pic » informe sur la législation, et aide les personnes ayant reçu des dickpics.
La multiplication de ces images a pu donner lieu à des tentatives de chantage, basées sur des menaces de publication.